# 四十九院隧道

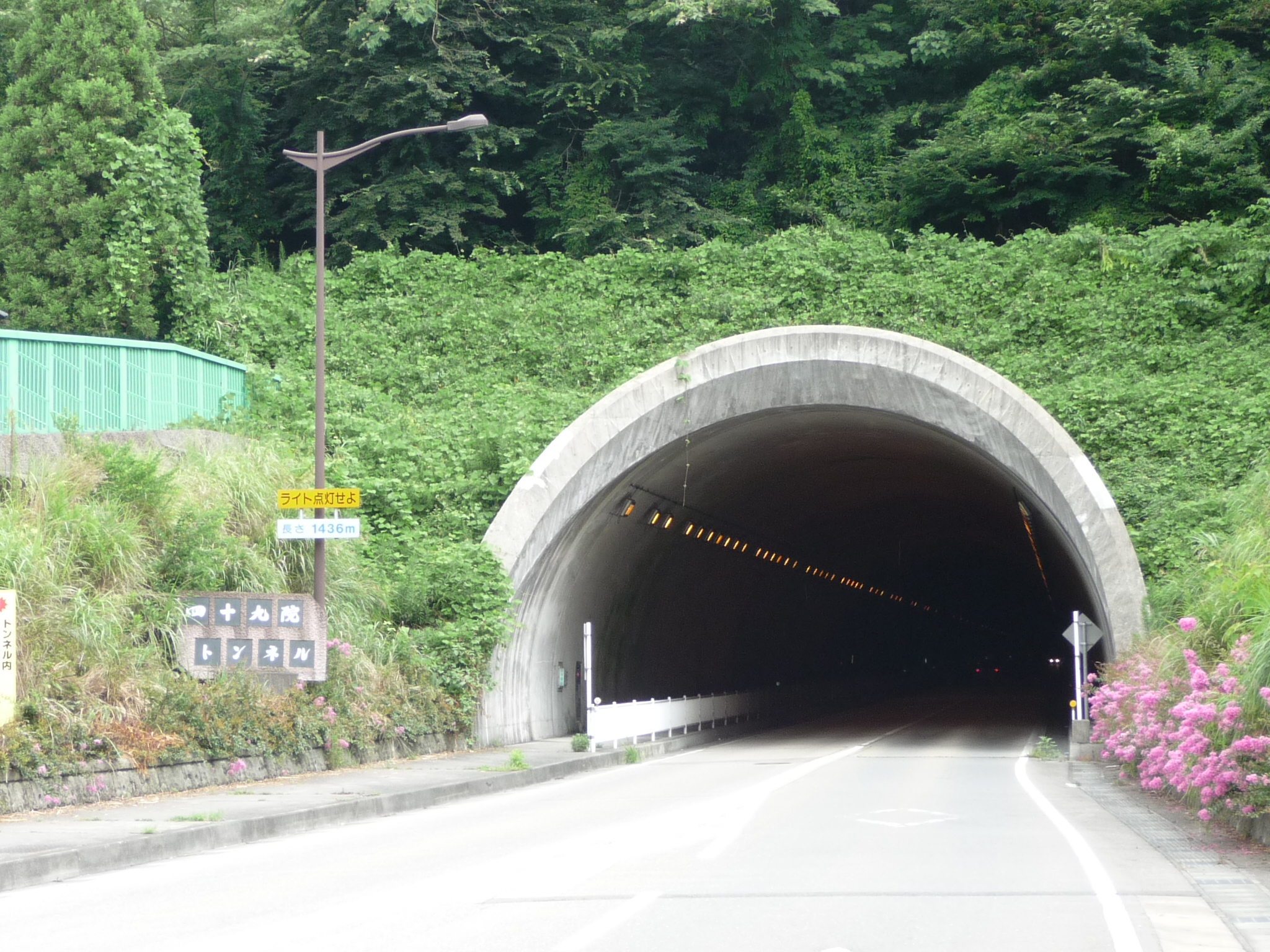
山中溫泉一侧隧道口，2008年

四十九院隧道（日语：／ Shijukuin tonneru）是日本的一座公路隧道，为石川县加贺市连接山中溫泉的石川県道39号山中伊切線使用，长1436米，2000年9月建成通车。

## 历史
当前的隧道为穿过黒谷峠的第二代的隧道，连接温泉街（海拔70米）与四十九院町（海拔80米），通车时是石川县最长的隧道。
第一代四十九院隧道（长188米，海拔150米）1900年11月竣工，1958年旧隧道扩建竣工。